# Portorická vlajka

Portorická vlajka
Poměr stran: 2:3

Vlajka Portorika, nezačleněného území Spojených států amerických, je tvořena listem o poměru stran 2:3 se třemi červenými a mezi nimi dvěma bílými vodorovnými pruhy. U žerdi je modrý klín ve tvaru rovnoramenného trojúhelníka s bílou, pěticípou hvězdou.
Je barevnou variantou kubánské vlajky (symbolika shromáždění Portoričanů napojených na Kubánskou revoluční stranu v Chimney Corner Hall v New Yorku v roce 1895, při snaze o nezávislost na Španělsku) a připomíná i vlajku Spojených států.
Design vznikl roku 1895. Používání Portorické vlajky ale bylo postaveno mimo zákon. Po objevení Portorika (17. listopadu 1493 při druhé výpravě Kryštofa Kolumba) byla v letech 1493–1898 oficiální vlajkou Portorika tehdejší španělská vlajka, po Španělsko-americké válce roku 1898 byla do roku 1952 oficiální vlajkou vlajka USA (s měnícím se počtem hvězd dle historické varianty). Neúspěšné pokusy o zoficiálnění portorické vlajky proběhly v letech 1916, 1922, 1927 a 1932.
Od roku 1952, kdy se ostrov stal přidruženým státem USA (viz Nezačleněné území Spojených států amerických), je oficiální portorickou vlajkou, smí se však vztyčovat pouze spolu s vlajkou americkou.

## Galerie

Vlajka portorického guvernéra Poměr stran: 11:16